# (13543) Butler
(13543) Butler (1992 AO2) – planetoida z grupy pasa głównego asteroid okrążająca Słońce w ciągu 3,81 lat w średniej odległości 2,44 j.a. Odkryta 2 stycznia 1992 roku.